# Vachtang I av Iberien
Vachtang I av Iberien eller Vachtang I Gorgasali (georgiska: ვახტანგ I გორგასალი, Vachtang I Gorgasali) född ca. 439 eller 443, död 502 eller 522 var kung av Iberien, inhemskt känt som Kartli (idag östra Georgien) under början av 400-talet. Vachtang I:s regeringsperiod har ännu inte kunnat säkerställas. Professor Ivane Dzjavachisjvili menade att han regerade mellan år 449 till 502, medan professor Cyril Toumanoff använder årtalen 447 till 522.
Asteroiden 79086 Gorgasali är uppkallad efter honom.